# Прибрежный аквальный комплекс у скалы Дива и горы Кошка
Прибрежный аквальный комплекс у скалы Дива и горы Кошка (укр. Прибережний аквальний комплекс біля скелі Дива та гори Кошка, крымскотат. Diva qayası ve Qoş Qaya dağı yanındaki yalı akval kompleksi, Дива къаясы ве Къош Къая дагъы янындаки ялы акваль комплекси) — гидрологический памятник природы, расположенный на территории городского округа Ялта (Крым).
Площадь поверхности — 60 км².

## История
Статус памятника природы присвоен Решением исполнительного комитета Крымского областного Совета народных депутатов от 22.02.1972 № 97.
Является государственным памятником природы регионального значения, согласно Распоряжению Совета министров Республики Крым от 05.02.2015 № 69-р «Об утверждении Перечня особо охраняемых природных территорий регионального значения Республики Крым».

## Описание
Статус памятника природы присвоен с целью сохранения, возобновления и рационального использования типичных и уникальных природных комплексов. На территории памятника природы запрещается или ограничивается любая деятельность, если она противоречит целям его создания или причиняет вред природным комплексам и их компонентам.
Памятник природы занимает прибрежную полосу акватории Чёрного моря, что примыкает к скале Дива и горе Кошка — южнее пгт Симеиз. Гора Кошка занята одноименным памятником природы.

## Природа
Объект охраны — прибрежный аквальный комплекс (участок акватории).
Тип берега мыса — абразивный.